# Arroz al curry

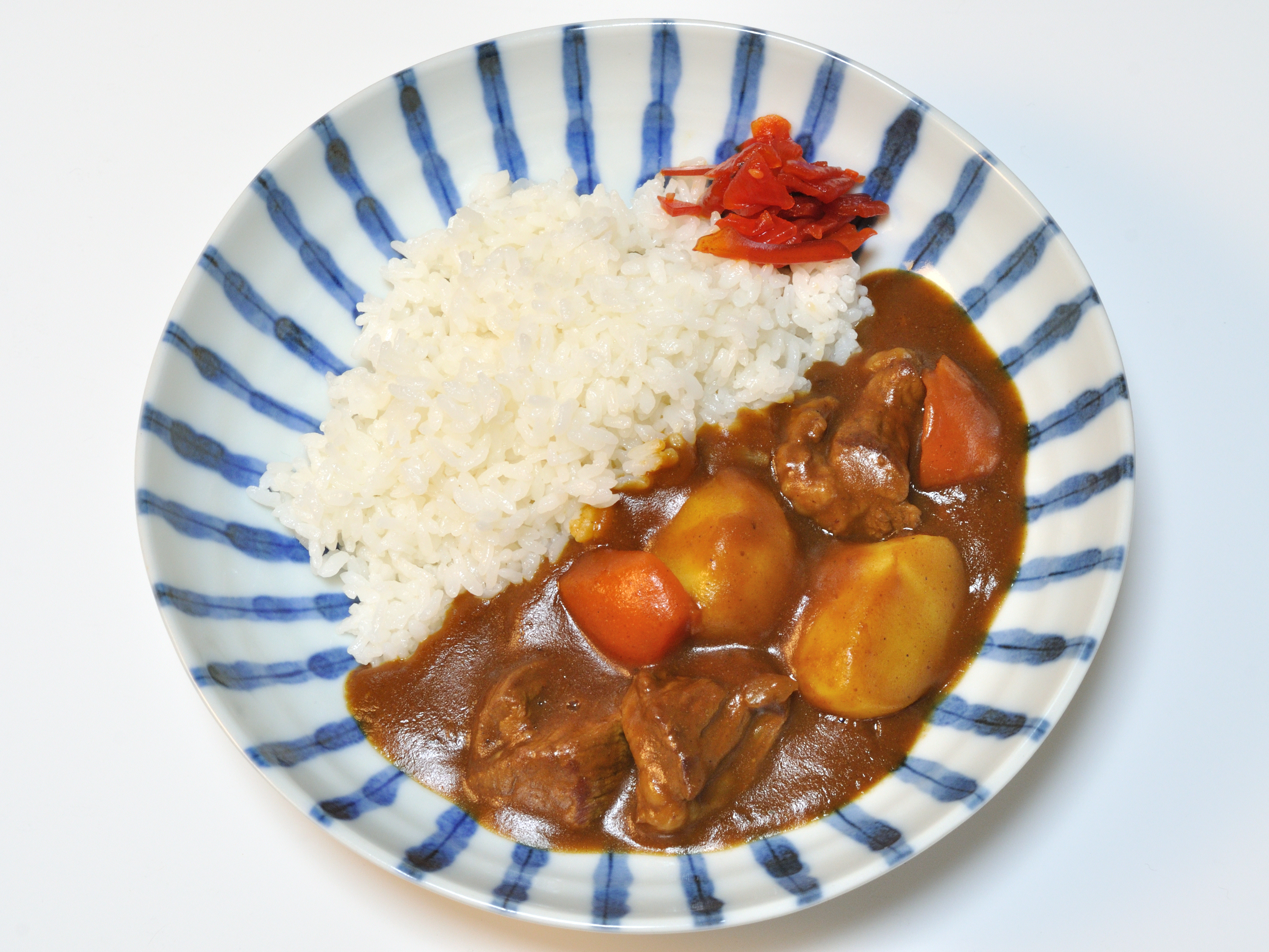
Arroz con curry.

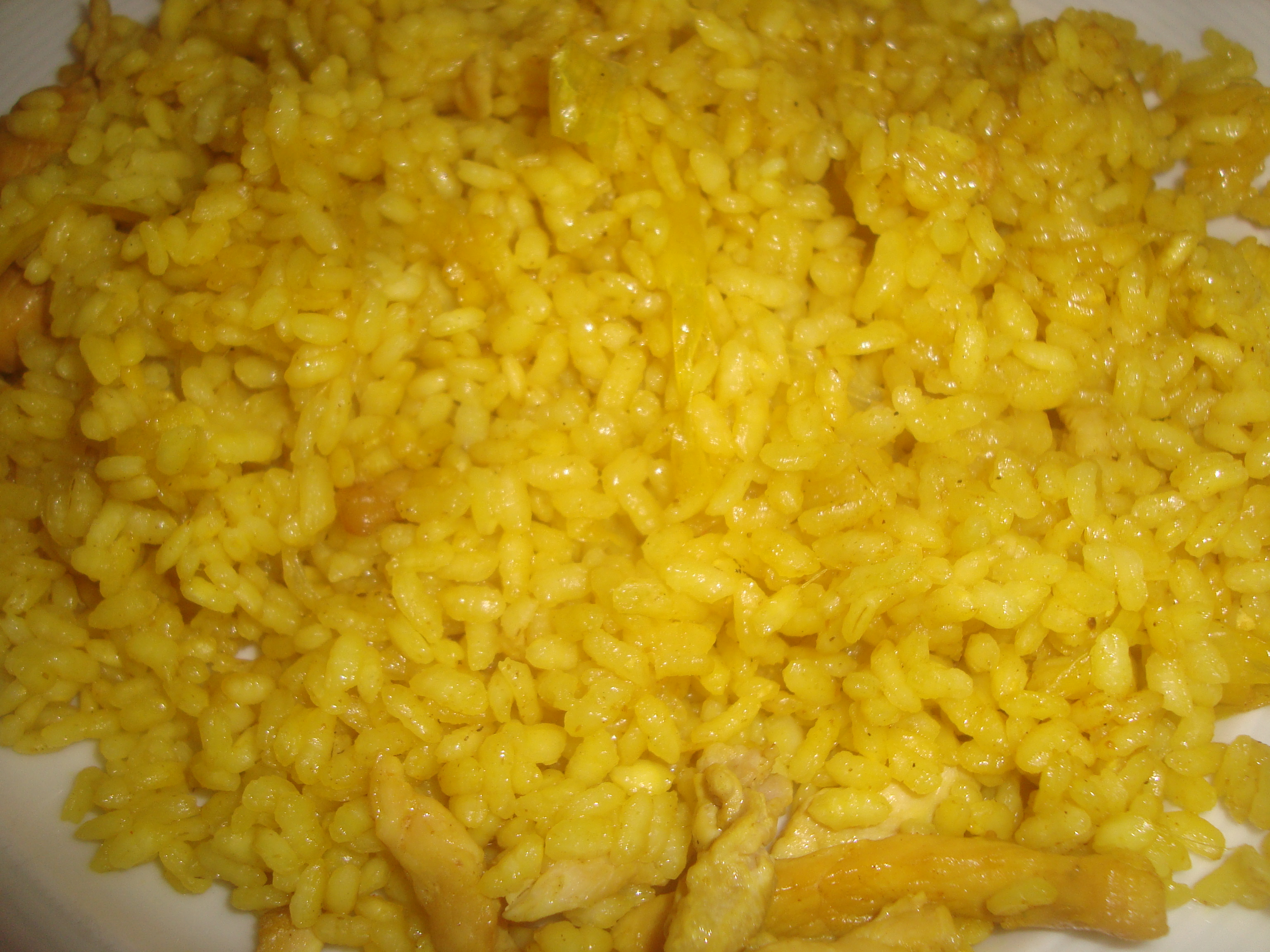
Arroz con pollo al curry (España).

El arroz al curry (conocido también como Chicken Chilli) es un plato típico de la gastronomía india. Llegó a Japón en el siglo XIX, y a través del Reino Unido, y por eso mucha gente confunde el origen del plato. Se puede decir que es el plato nacional de Sri Lanka. Se dice que lo banal del nombre esconde la delicadeza y el aroma tanto de sus ingredientes como de sus especias. Se emplea en su elaboración el arroz basmati cocido y servido en un cuenco que hace de cama a un curry variado. Es costumbre ofrecerlo a los visitantes, de tal forma que cuando se vacía el cuenco se vuelve a llenar como gesto de cortesía.